# Tour de Annaba
O Tour de Annaba, é uma corrida ciclista argelina. Criada em 2015, disputa-se após o Tour de Sétif. Esta corrida faz parte desde a sua criação do UCI Africa Tour, em categoria 2.2.

## Palmarés
| Ano  | Ganhador            | Segundo                  | Terceiro              |
| ---- | ------------------- | ------------------------ | --------------------- |
| 2015 | Abdelbaset Hannachi | Abderrahmane Bechlagheme | Azzedine Lagab        |
| 2016 | Luca Wackermann     | Adil Barbari             | Abderrahmane Mansouri |

## Palmarés por países
| País    | Vitórias |
| ------- | -------- |
| Argélia | 1        |
| Itália  | 1        |